# Palacio Cousiño

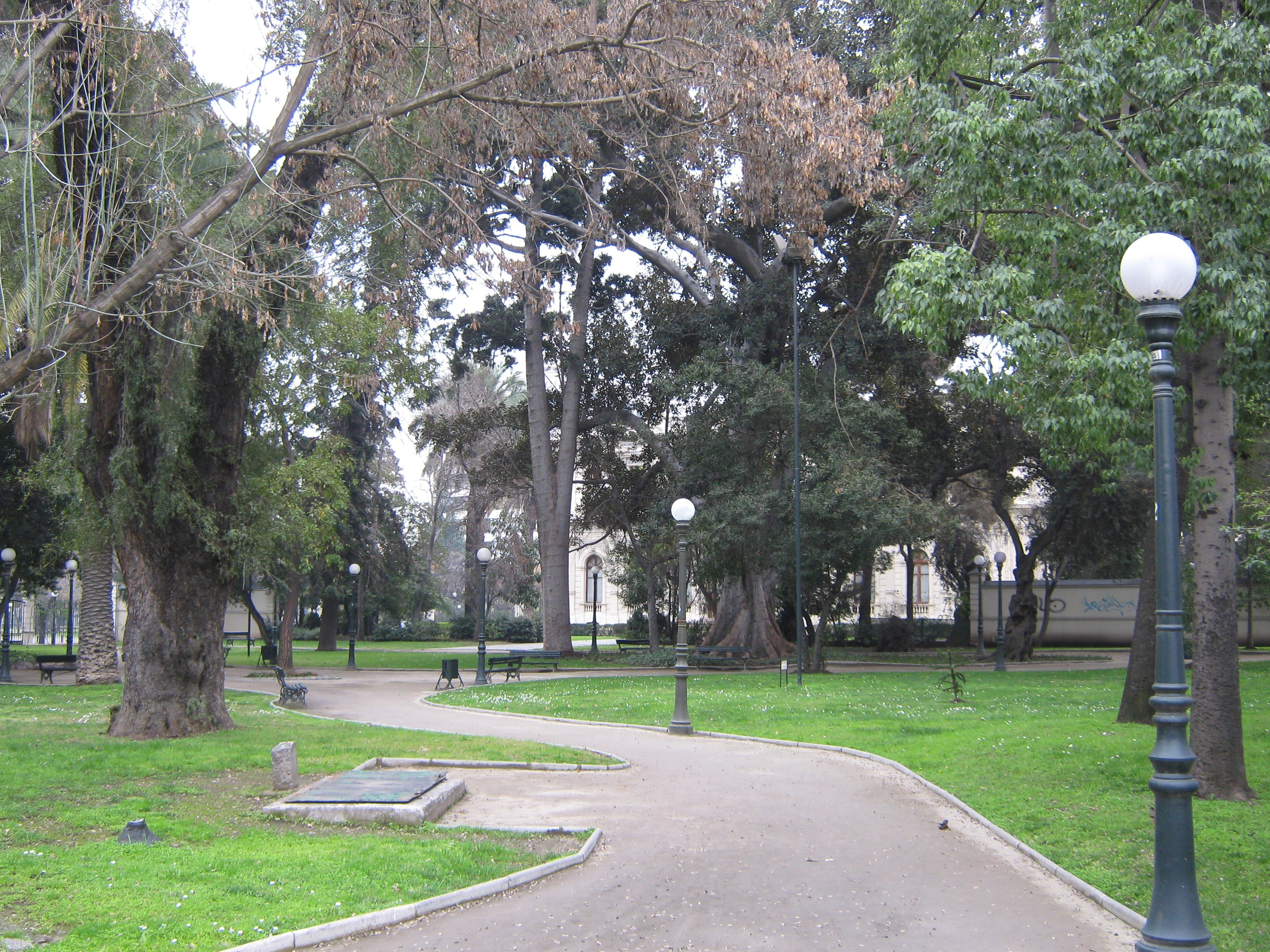
Jardines del Palacio Cousiño.

El Palacio Cousiño es un inmueble residencial, ubicado en la ciudad de Santiago de Chile. Se encuentra en la calle Dieciocho 438, en la comuna de Santiago, y cuenta con 3.500 metros cuadrados construidos, dos pisos y 12 salones. Fue la primera propiedad en Sudamérica en contar con generador eléctrico (comprado por la Familia a Thomas Edison, amigo de la familia), la primera en la misma región en contar con sistema de calefacción de agua fría y caliente de forma simultánea, una lámpara de lágrimas de media  tonelada en el hall central, además del mobiliario traído desde Europa, colección de arte y otros objetos, hicieron que el Palacio Cousiño fuese considerada a fines del siglo XIX como una de las mansiones más lujosas de América.

## Construcción
El palacio Cousiño fue el hogar de la familia Cousiño-Goyenechea, una de las más acaudaladas familias de Santiago, quienes eran propietarios de la mina de carbón de Lota, la mina de plata de Chañarcillo y la viña Cousiño-Macul, entre otras.[cita requerida]
El palacio se comenzó a construir en un terreno de 11 000 m² en 1870 para el matrimonio compuesto por Luis Cousiño, fallecido en Perú en 1873, aquejado de tuberculosis, e Isidora Goyenechea. Tuvieron seis hijos: (originalmente eran ocho, Isidora que falleció al nacer y Alfredo fallecido a la edad de un año) Luis Alberto, Carlos Roberto, Luis Arturo, Adriana, Loreto y María Luz. Las obras terminaron en 1878 pero fue inaugurado en 1882.[cita requerida]
La construcción fue encargada al arquitecto francés Paul Lathoud, responsable también de la construcción del edificio del Museo Nacional de Historia Natural. Para la decoración y construcción del palacio se trajeron de Europa en los barcos de la familia terciopelos, brocados, porcelanas de Sèvres, Limoges y Meissen, parqué tallado a mano de nogal, caoba, roble estaodounidense, ébano, haya alemana y otros; cortinajes bordados a mano en Francia y pisos de mayólica italiana. Fue la primera propiedad en Sudamérica en poseer un generador eléctrico, comprado al inventor estadounidense Thomas Alva Edison, amigo de la familia —Isidora Goyenechea cedió la energía eléctrica al vecindario del palacio— y la primera también en tener, producto a su sistema de calefacción, agua caliente y agua fría simultáneamente.[cita requerida]

## Historia
Tres generaciones de la familia Cousiño habitaron el palacio por seis décadas, hasta 1928. En 1940 fue sacado a remate con parte de su amueblado y pertenencias. En ese entonces el alcalde de Santiago, el Rafael Pacheco Sty, llegó a un acuerdo con la familia, prácticamente donó la propiedad a la Municipalidad de Santiago por la suma de tres millones de monos en bonos, con la condición de que el palacio se conservara como tal. El 12 de octubre de 1968, un incendio destruyó completamente el segundo piso, y nueve años después el alcalde Patricio Mekis abrió el palacio como museo y en 1981, durante la dictadura militar del general Augusto Pinochet, fue declarado Monumento Nacional.
El Palacio fue usado para alojar a grandes personajes que visitaban Santiago. El gobierno chileno recibió en este palacio a la canciller de Israel Golda Meir, a los presidentes Adolfo López Mateos de México, Heinrich Lübke de Alemania, Giuseppe Saragat de Italia, Charles De Gaulle de Francia, el rey Balduino de Bélgica, entre otros.[cita requerida] También pretendía recibir a la reina Isabel II de Inglaterra, quien visitaría Chile en noviembre de 1968, un mes después del incendio, pero la soberana debió ser alojada en el exHotel Carrera.[cita requerida] Se reconstruyó entre 1970 y 1980 alojándose a los presidentes João Baptista Figueiredo de Brasil en 1980 y Gregorio Álvarez de Uruguay en 1982.[cita requerida]

## Distribución
El palacio Cousiño es un palacio de dos pisos, de distribución europea, que consta de 12 salones, de distintos estilos.
- Entrada: el piso de este salón es de mayólica italiana y en las paredes hay ocho óleos del pintor francés George Clairin; cuatro en la parte superior con arreglos florales y cuatro en la parte inferior que  representan las cuatro estaciones con paisajes europeo. Atrás hay dos jarrones de bronce de la dinastía china Ming, de 400 años de antigüedad.
- Salón de Recibo: está decorado con muebles estilos Luis XVI laminados en oro. Este salón fue afectado por el incendio, por lo que el tapiz de los muebles está restaurado. Hay tres cuadros: El Desastre Doméstico de Fermín Girard, El Tren Nocturno de Enrique Swinburn, y una marina de este mismo autor.
- Salón Dorado: en la época Salón de Baile o Salón de los Espejos, es conocido por el juego de espejos usado para dar amplitud. Está inspirado en el Salón de los Espejos del Palacio de Versalles. Los muebles son de estilo Luis Felipe y destaca el Indiscreto; silla para tres personas, diseñada para ser usada por un hombre, una mujer y una chaperona. Las cortinas son de seda con aplicaciones; confeccionadas a mano por monjas de claustro franceses. El plafón del techo es del pintor francés Joany Domaire, fue restaurado por el chileno Miguel Venegas.
- Salón de Música: decorada estilo regencia francesa: este salón de forma ovalada conserva el piano de cola Erard original. En la época, además había una tarima para doce músicos de la familia. Destaca el detalle de las cenefas, cada una con un instrumento diferente. Detrás del piano se encuentra una obra del pintor italiano Romano Rossini, Lucia.
- Salón de Té: amueblado estilo Luis XVI, esta habitación estaba destinada a las mujeres. Hay cuatro cuadros: Busto de mujer de Marcial Plaza, La mucama de celeste de Pedro Lira, La niña con corona de flores de Pablo Marzzalini y Paisaje de invierno de Giovanni Ghisolfi. Bajo los cuadros italianos se ubican dos chiffonnier, fabricados de palo de rosa con incrustaciones de porcelana francesa.
- Salón de Juegos: de estilo morisco, se aprecia el detalle de la cenefa, con la estrella y la media luna, ya que de los musulmanes provienen los juegos de azar. Se conservan las mesas de juego originales y las cortinas más valiosas de la casa, hechas de terciopelo bordadas con hilos de oro y plata. Este salón (opuesto al salón de té) era sólo para los hombres y el único lugar de la casa donde se podía fumar. Actualmente conserva los regalos intercambiados por los alcaldes de Santiago con países extranjeros.
- Invernadero: de estilo Art Nouveau, es una estructura de fierro y vidrio con vitrales de color azul cobalto. En el piso se puede ver el sistema de calefacción original, la salida del calor era a través de la reja de fierro forjado que forma un rectángulo abarcando todo el piso. Colocadas en oposición hay dos esculturas de mármol, Eva y Mignon.
- Comedor principal: de estilo Barroco Bávaro, conserva los utensilios originales, entre ellos copas de cristal de Baccarrat y Val Saint Lambert y los cubiertos hechos de plata chilena trabajada en Inglaterra. Sus muebles están tallados en madera de nogal, entre los cuales destacan dos aparadores franceses tallados y el enorme mueble de la parte frontal del comedor (a los lados de este, dos puertas ocultas en el muro para los sirvientes de la casa). Los muros están tapizados con cuero pirograbado. Originalmente por las mismas puertas de los sirvientes se accedía a un comedor para los niños.
- Hall Central: gran salón de estilo neoclásico con columnas jónicas y revestimiento de mayólica italiana en los muros. A un costado se encuentra una jardinera también de mayólica italiana que anteriormente era una fuente de agua. El cortinaje es original bordado a mano. La lámpara del centro es una gemela de la que existe en el Teatro Municipal de Santiago, la cual está compuesta por aproximadamente 13.800 cristales y 60 ampolletas. Destaca la escalera la cual está hecha de 22 tipos de mármol diferentes. Antes del incendio, el techo era un tragaluz. Al fondo se ubican dos réplicas fotográficas de dos óleos de Luis Cousiño e Isidora Goyenechea.
- Sala de Armas: en este salón del palacio se encuentra la colección personal de armas de Luis Cousiño (la colección incluye varias espadas, un hacha mapuche, una cimitarra japonesa, armas de la conquista de Chile, armaduras, etc.). En este salón los jóvenes varones practicaban esgrima. Allí también se encuentra el primer ascensor chileno.
- Pinacoteca: este salón, aparte de pinacoteca y biblioteca, también era usado para jugar billar. También se le llama salón de Monvoisin, ya que en él se encuentran cinco óleos de este pintor que vivió en Chile: Alí Pachá y Vasiliki, Carlota Corday en prisión, Eloísa en el sepulcro de Abelardo, Guerreros griegos, La última noche de los girondinos. Después de que Monvoisin regresara a Francia, la familia Cousiño Goyenechea compró otras telas del pintor, particularmente a su viuda Dominique: El naufragio del «Joven Daniel» y Caupolicán prisionero de los españoles (ambos cuadros se encuentran ahora en Museo O'Higginiano y de Bellas Artes de Talca). En la pinacoteca, hay una curiosa mesa regalada por Italia a Chile con el escudo chileno: diseñado por un pintor inglés, que no conocía la fauna local, lo hizo con un caballo y un águila en vez de con el cóndor y el huemul.
- Comedor de diario: este era el comedor que la familia utilizaba en la vida común, y se comunicaba con la zona de servicio a través de una puerta doble oculta en el muro que daba a un pasillo. Destaca un reloj cucú de haya alemana.
- Segundo piso: Gran parte del mobiliario fue destruido en el incendio, mas algunas piezas importantes se salvaron gracias que se les había enviado a refaccionar con motivo de la visita de la reina Isabel II.

Originalmente el 2.º piso contaba con 10 habitaciones, 3 salones y 5 baños, después del incendio solo se conservan 7 habitaciones con baños interiores y 5 salones que las separan. No se conserva ningún baño original, los actuales cuentan con artefactos y alhajamiento moderno.
Destaca entre las habitaciones la destinada a Luis Cousiño con un escritorio al lado, la habitación de doña Isidora, la habitación del niño que conserva mobiliario original traído después del incendio por una descendiente, hecho a medida de un infante y la habitación con balcón donde nacieron los tres últimos nietos que habitaron el Palacio: Adriana, Violeta y Arturo. En los pasillos hay pertenecías de la familia Cousiño donada por los descendientes. Al subir la escalera se encuentran 10 óleos (5 a cada lado) que representan a la ramilia en las dos ciudades donde vivían: Santiago y París, los originales se quemaron y fueron pintados de nuevo por Miguel Venegas Cifuentes, pintor chileno. Aún se pueden ver las escaleras de servicio por las cuales se accedía a las habitaciones de las institutrices francesas e inglesas.
- Jardines: El jardín, hoy en día incluyendo la exPlaza Las Heras, conserva los árboles y límites originales. Se pueden ver los dos leones de hierro que miraban hacia las viña Cousiño-Macúl, y la casa de los sirvientes, en la cual llegaron a vivir veinticinco personas al servicio de las siete personas de la casa.